# Rdečefiguralni dekorativni slog
Rdečefiguralni dekorativni slog je eden najpomembnejših slogov figuralnega grškega vaznega slikarstva. Razvil se je v Atenah okoli 520 pred našim štetjem in je ostal v uporabi do poznega 3. stoletja pr. n. št. V nekaj desetletjih je zamenjal prej prevladujoči črnofiguralni slog. Njegovo današnje ime temelji na figuralni upodobitvi v rdeči barvi na črni podlagi v primerjavi s prejšnjim slogom s črnimi figurami na rdečem ozadju. Najpomembnejša območja razen Atike so bila v južni Italiji. Slog je bil sprejet tudi v drugih delih Grčije. Etrurija je postala pomembno središče zunaj grškega sveta.
Atiške rdečefiguralne vaze so izvažali po vsej Grčiji in zunaj nje. Dolgo časa je prevladovala na trgu fine keramike. Samo nekaj središč je lahko tekmovalo z Atenami na področju inovacij, kakovosti in proizvodnih zmogljivosti. Rdečefiguralnih vaz in njihovih delov, narejenih samo v Atenah, je do danes ohranjenih več kot 40.000. Iz drugih najpomembnejših središč v južni Italiji se je ohranilo več kot 20.000 vaz in njihovih delov. Začetnika proučevanja sta bila John D. Beazley in Arthur Dale Trendall, študij tega sloga umetnosti je zelo napredoval. Nekatere vaze lahko pripišemo posameznim umetnikom ali šolam. Podobe so dokaz za raziskovanje grške kulturne zgodovine, vsakdanjega življenja, ikonografije in mitologije.

## Tehnika
Izdelava vaz v redečefiguralnem slogu na črni podlagi je zahtevala tesno sodelovanje med lončarjem in slikarjem. Lončar je oblikoval vazo in jo predal slikarju, ko je bila glina še vlažna. Ker je vaza dobila barvo šele po žganju, je slikar slikal po spominu in ni mogel videti, kakšna bo slika. Barve so se lahko nanašale, samo dokler je bila glina vlažna, zato je moral slikar delati zelo hitro. To je pomenilo, da je nanesel tisoče natančnih nevidnih linij v zelo kratkem času.
Kljub tem omejitvam so slikarji razvili prefinjen in natančen slog. Slikarji prejšnjega obdobja, ki so uporabljali črnofiguralni slog, so bili prisiljeni strogo ločevati figure, ker so bili vsi elementi v isti ravnini in barvani z isto barvo. Nasprotno pa so lahko rdeče figure svobodno izrisovali in so se razlikovale od črnega ozadja, kot da so osvetljene na sceni. Obrisi predvidenih figur so bili pripravljeni s topim strgalom kot rahel utor ali z ogljem, ki bi med žganjem popolnoma izginilo. Bolj naraven odnos rdeče na črni in večji razpon barv, ki so se lahko uporabljale, je omogočil slikarjem, da so vnašali anatomske detajle v večjem obsegu in natančneje. Zdaj je bilo mogoče prikazovati ljudi ne samo v profilu, ampak tudi od spredaj, zadaj ali v tričetrt perspektivi. Tehnika je dovoljevala tudi prikaz tretje dimenzije. Dosežen je bil naturalizem, ki prej ni bil viden.

## Raziskave
Študij antične lončenine in grškega vaznega slikarstva se je začel že v srednjem veku. Restoro d'Arezzo je posvetil poglavje (Capitolo de le vasa antiche) opisu sveta na starih vazah. Menil je, da je še posebej glinena posoda popolna v smislu oblike, barve in umetniškega sloga.  Kljub temu je bila sprva pozornost usmerjena na vaze na splošno in morda predvsem na kamnite vaze. Prve zbirke starih vaz, vključno z nekaterimi poslikanimi, so nastale v renesansi. Vemo, da so takrat uvažali iz Grčije v Italijo. Vse do konca baroka je vazno slikarstvo zasenčilo druge zvrsti, predvsem kiparstvo. Redka predklasicistična izjema je knjiga akvarelov, ki prikazuje figuralne vaze in jo je pripravil Nicolas-Claude Fabri de Peiresc. Imel je več glinenih vaz. 
V klasicizmu so se keramične posode pogosteje zbirale. Vaze so bile priljubljen spominek za mlade Evropejce, ki so jih prinesli s potovanj. Goethe v dnevniku opisuje skušnjavo nakupa stare vaze.
V 1760-ih so se začele arheološke raziskave, ki so se osredotočile na vazno slikarstvo. Vaze so postale vir za vse vidike antičnega življenja, še posebej za ikonografske in mitološke raziskave. Bile so nadomestilo za skoraj v celoti izgubljen opus grškega monumentalnega slikarstva.
Vazno slikarstvo je vplivalo tudi na razvoj modernega slikarstva. Linearni slog je vplival na umetnike, kot so Edward Burne-Jones, Gustave Moreau ali Gustav Klimt. Okoli leta 1840 je Ferdinand Georg Waldmüller naslikal Tihožitje s srebrno posodo in rdečefiguralni krater. Henri Matisse je naslikal podobno sliko (Intérieur au vae étrusque). Njihov estetski vpliv sega v sedanjost. Dobro znano obliko steklenice za kokakolo je navdihnila grška vaza.